# Kaaterskill Hotel

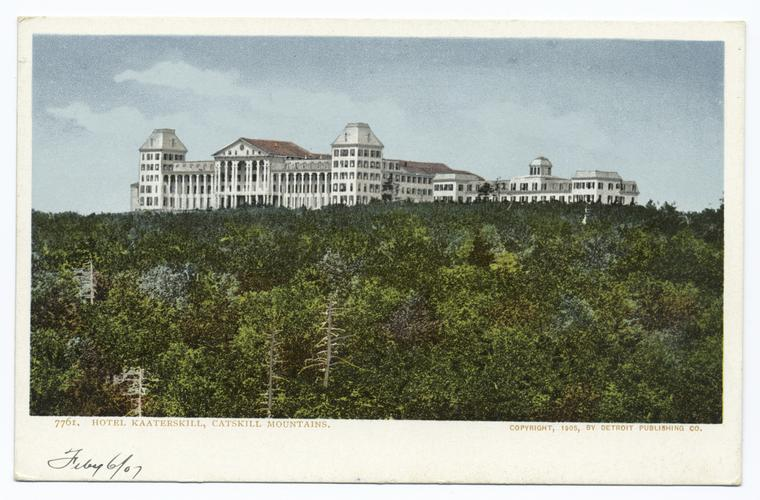
Ansicht von Osten

Ansicht von Westen

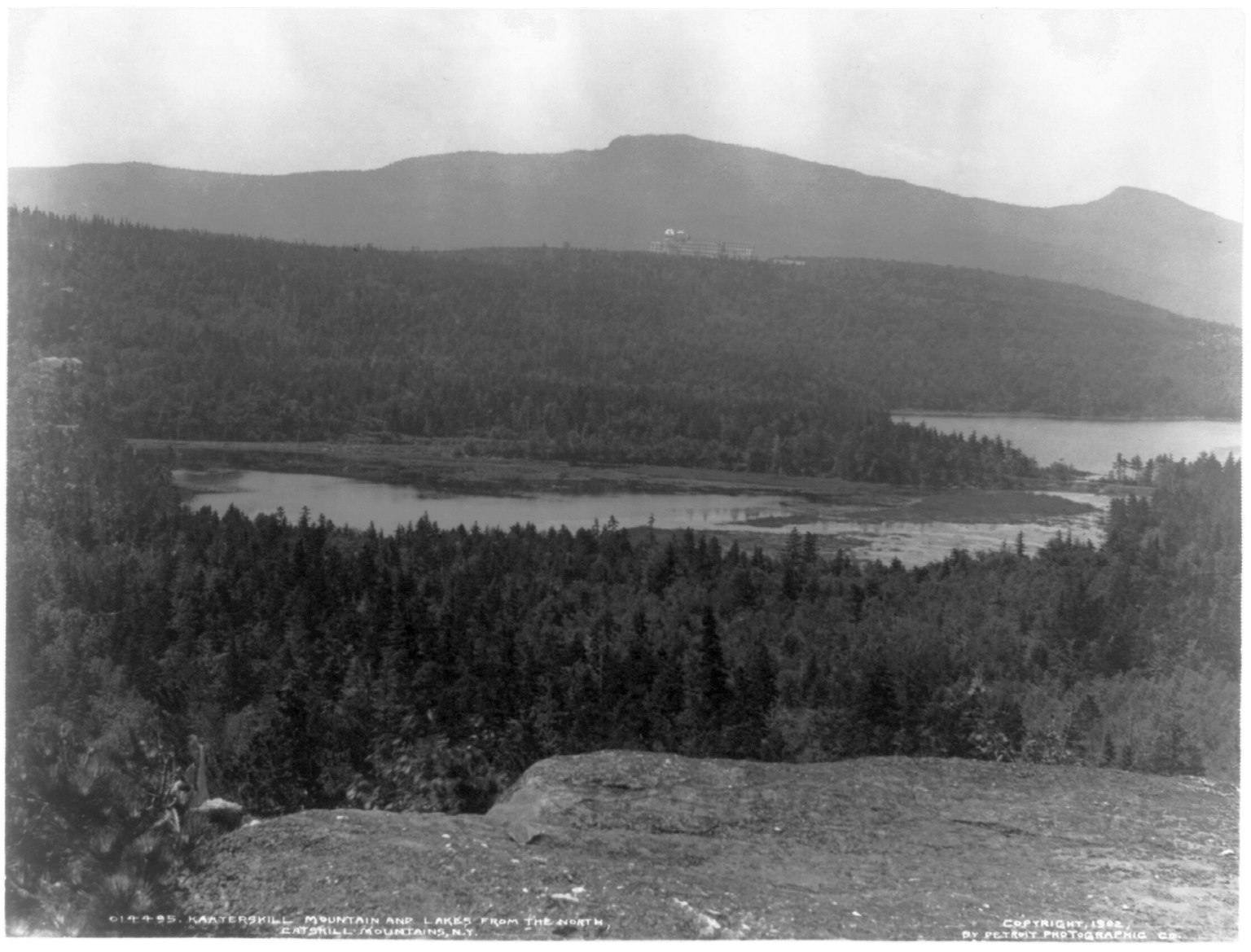
Blick über den North-South Lake auf den South Mountain mit dem Kaaterskill Hotel

Kaaterskill Hotel war ein Luxus-Hotel in den Catskill Mountains. Das von 1881 bis 1924 existierende Hotel lag auf einer Höhe von 750 m auf dem Gipfel des South Mountain. Es galt als das größte in Rahmenbauweise errichtete Hotel der Welt.

## Geschichte
Mit der Eröffnung des Catskill Mountain House 1824 begann der Tourismus in den Catskill Mountains. Um auch von diesem Geschäft zu profitieren, ließ der Anwalt George Harding (1827–1902) auf dem South Mountain das Kaaterskill Hotel errichten. Es geht die Legende, dass die Ursache für den Hotelbau war, dass seiner Tochter im Catskill Mountain House kein Hühnchen serviert wurde.
Neben dem Hotel wurde eine Kutschenstrecke von der Kaaterskill Clove auf den Gipfel errichtet. Der Bau des Hotels mit 600 Betten kostete 450.000 US-Dollar (im Wert 2018: 10 Millionen Dollar). Die Bauarbeiten dauerten vom September 1880 bis zum Juli 1881. Es waren rund 800 Arbeiter beschäftigt. Architekt war S.D. Batton aus Philadelphia. Kurze Zeit später erfolgte ein Anbau mit weiteren rund 600 Betten. Für den Betrieb wurden Köche aus Frankreich eingestellt. Für die Anfahrt wurde eine neue Straße von Palenville zum Hotel errichtet.
Auf Grund des Konkurrenzkampfes mit dem Catskill Mountain House wurde verschiedene Sehenswürdigkeiten mit einem anderen Namen versehen. In der Hauptsaison August kostete ein Einzelzimmer in der Woche 30–35 $ und ein Doppelzimmer 60–75 $.
Das Hotel war während seiner ganzen Betriebszeit nie profitabel. Nach dem Tod von George Harding ging das Eigentum an die Bank Girard Trust Company über. 1922 erwarb Harry Tannenbaum aus Lakewood (New Jersey) das Hotel. Am 11. September 1924 brannte das Hotel nach unsachgemäßem Umgang mit Feuer vollständig ab.
Heute befindet sich am Standort des Hotels eine Waldlichtung. Im umgebenden Wald sind vereinzelte Reste des Hotels zu finden.

## Bauwerk
Das gesamte Hotel wurde aus Holz errichtet. Das Hauptgebäude besaß vier Etagen und war 200 Meter lang und 13 Meter breit. Die Front war nach Südosten ausgerichtet. An beiden Enden standen Türmen mit sechs Etagen und einem quadratischen Grundriss mit einer Seitenlänge von 10 Meter. Links vom Eingang befanden sich im Erdgeschoss der neben der zentralen Lobby die Verwaltungsräumlichkeiten. Zentral hinter dem Eingangsbereich lag der vieretagige Nord-West-Flügel. In der unteren Etage beherbergte er den Speiseraum. An der rechten Seite schloss sich der Ostflügel an. Im Winkel zwischen Nord-West-Flügel und Ost-Flügel wurde durch die angebaute Küche (Nord-Flügel) ein Hof gebildet. In der Nähe des Hotels befand sich das Eishaus und in rund 1,5 Kilometer Entfernung die Hotelwäscherei. Die in den Zimmern befindlichen Toiletten besaßen Wasserspülung.
Im Keller des Hotel war ein Billard-Raum sowie eine Bowlinganlage mit vier Bahnen. Die Einzelzimmer hatten eine Größe von 2,7 Meter × 4,8 Meter. Die Doppelzimmer waren 4,8 Meter × 4,8 Meter groß.